# Saucy Jacky

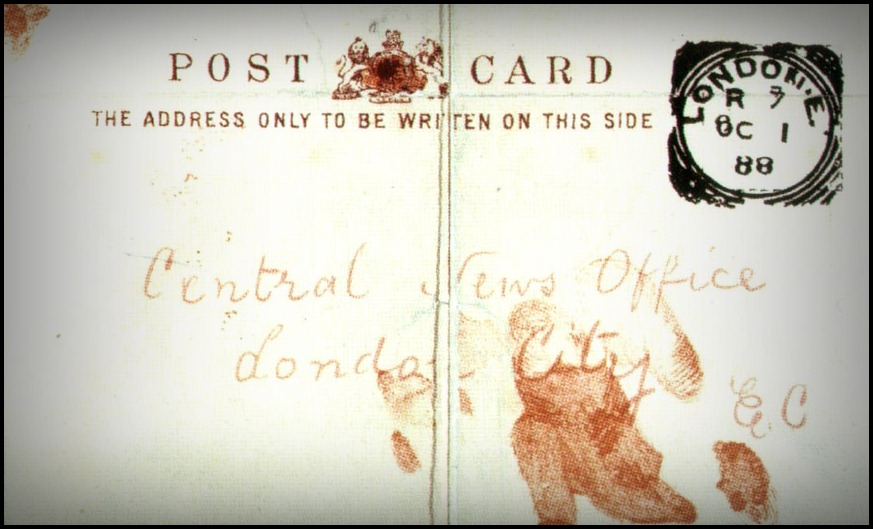
Fac-símile da frente do cartão-postal "Saucy Jacky".

O cartão-postal "Saucy Jacky" é uma mensagem recebida em 1888 supostamente escrita pelo assassino em série depois conhecido como Jack, o Estripador. Por causa de tantos boatos que havia na época, a Scotland Yard e a imprensa não têm condições de afirmar se esta é ou não uma autêntica carta escrita pelo assassino de Whitechapel. Ela não contém nenhuma característica que a polícia pudesse considerar a ponto de publicar uma cópia na esperança de que alguém reconhecesse a caligrafia.

## Texto
O texto do cartão-postal lê:

Eu não estava brincando querido velho Chefe quando eu lhe dei a dica, você ouvirá sobre o trabalho do Insolente Jacky amanhã[,] evento duplo desta vez[,] a número um gritou um pouco e não pude terminar logo de cara. Não tive tempo de tirar as orelhas para a polícia[.] Obrigado por manter minha última carta em segredo até que eu volte a trabalhar novamente.

Jack, o Estripador

| “ | I was not codding [sic] dear old Boss when I gave you the tip, you'll hear about Saucy Jacky's work tomorrow double event this time number one squealed a bit couldn't finish straight off. Had not got time to get ears off for police thanks for keeping last letter back till I got to work again. Jack the Ripper | ” |

Carimbado e recebido em 1 de outubro de 1888, as menções do cartão-postal de que duas vítimas foram mortas bem perto uma da outra: "evento duplo desta vez". Elizabeth Stride e Catherine Eddowes foram ambas mortas no início da manhã de 30 de setembro, e parte da orelha de Eddowes foi encontrada destacada na cena do crime como um resultado das mutilações faciais que o assassino executou. Alguns autores têm argumentado que a carta foi enviada antes de os assassinatos serem publicizados, fazendo improvável que um farsante tivesse tal conhecimento do crime, mas a carta foi carimbada mais de 24 horas após os assassinatos terem lugar, ao longo de após muitos detalhes serem conhecidos por jornalistas e residentes da área. Oficiais da polícia depois afirmaram ter identificado um específico jornalista como o autor dessa mensagem e a anterior carta "Dear Boss".
Nos anos após os assassinatos do Estripador, o cartão-postal Saucy Jacky desapareceu dos arquivos da polícia. Embora a carta "Dear Boss" fosse recuperada em 1987, o cartão-postal "Saucy Jacky" ainda continua desaparecido.
Em 1931, o jornalista Fred Best do The Star afirmou que ele e um colega no jornal tinham escrito todas as cartas assinadas "Jack, o Estripador" em ordem de "manter os negócios vivos".

## Na cultura popular
No filme de comédia This Is Spinal Tap, os membros da banda discutem escrever um musical baseado na vida de Jack, o Estripador, intitulado Saucy Jack".
No jogo eletrônico Metal Gear Rising: Revengeance, o protagonista é ocasionalmente referido como "Jack, o Estripador", qual é uma referência ao nome próprio de Raiden e um traumático incidente em seu passado. Um antagonista, entretanto, brevemente chama ele "Saucy Jack".